# キシラジン
キシラジン（英: xylazine）とはα2受容体作動薬の1つ。動物用医薬品である。中枢神経系のα2受容体を活性化することにより、鎮静、鎮痛、筋弛緩を引き起こすため、麻酔前投与薬として使用される。経口投与では分解されるため、筋注や静注薬として使用される。ウシ、ウマでは鎮静薬や鎮痛薬としても用いられる。イヌやネコではケタミンと併用されることが多い。副作用としてほとんどの動物において徐脈、一過性の血圧上昇に続く持続的な血圧低下、ウシでは第一胃運動抑制が認められる。キシラジンの薬理作用は4-アミノピリジン、ヨヒンビン、アチパメゾールにより拮抗されるが、ウシではヨヒンビンでは拮抗されない。